# Spyro : Fusion
Spyro : Fusion (Spyro Orange: The Cortex Conspiracy) est un jeu vidéo de plates-formes développé par Vicarious Visions et édité par Vivendi Universal Games, sorti en 2004 sur Game Boy Advance.
Le jeu est un crossover avec l'univers de Crash Bandicoot comme Crash Bandicoot : Fusion sorti en même temps.

## Accueil
- Jeuxvideo.com : 12/20[1]